# Грибов, Сергей Игоревич
Серге́й И́горевич Гри́бов (род. 20 декабря 1959, Ленинград, РСФСР, СССР) — советский волейболист и российский волейбольный тренер, игрок сборной СССР (1982—1985). Чемпион мира 1982, чемпион Европы 1985. Нападающий. Мастер спорта СССР (1979), Мастер спорта СССР международного класса (1982).

## Биография
Волейболом начал заниматься в спортивной школе Василеостровского района Ленинграда. С 1977 по 1988 годы выступал за команду «Автомобилист» (Ленинград). Четырёхкратный серебряный (1978, 1980—1982) и четырёхкратный бронзовый (1985, 1987, 1988) призёр чемпионатов СССР. Обладатель Кубка СССР 1983. Победитель розыгрышей Кубка обладателей кубков ЕКВ (1982, 1983) и Кубка Европейской конфедерации волейбола (1988).
С 1988 года играл в клубах Италии (1988—1989 — «Салерно», 1989—1990 — «Прато») и Швейцарии (1991—1993 — «Лугано»). Обладатель Кубка Швейцарии 1992.
В сборной СССР в официальных соревнованиях выступал в 1982—1985 годах. В её составе: чемпион мира 1982, серебряный призёр розыгрыша Кубка мира 1985, чемпион Европы 1985.
После окончания игровой карьеры вернулся в Санкт-Петербург и с 1993 по 1998 годы работал в фарм-клубе «Автомобилиста» — «Питер-Лада». Затем работал тренером женских команд в Италии (1998—2000 — «Прато», 2000—2004 — «Терни», 2004—2006 — «Ареццо»), в 2006—2008 возглавлял молодёжную сборную Ирана. В 2007—2009 — главный тренер команды НОВА (Новокуйбышевск).
Также работал главным тренером клубов СГАФК-Феникс (Смоленск) и «Спортакадемия-ВРЗ» (Стерлитамак). В 2019 году стал чемпионом Казахстана с хромтауским клубом «ТНК-Казхром».
Окончил Ленинградское авиационно-техническое училище гражданской авиации, учился в Ленинградском институте советской торговли имени Ф. Энгельса и ГДОИФК им. П. Ф. Лесгафта.